# Supercopa de la CAF 1994
La Supercopa de la CAF 1994 fue la segunda edición del torneo. En ella se enfrentaron los dos clubes más importantes de Egipto, el Al-Ahly y el Zamalek SC.

## Participantes
En negrita ediciones donde el equipo salió ganador.
| Equipo  | Vía de clasificación                                 | Participaciones previas |
| ------- | ---------------------------------------------------- | ----------------------- |
| Zamalek | Campeón de la Copa Africana de Clubes Campeones 1993 | Debutante               |
| Al-Ahly | Campeón de la Recopa Africana 1993                   | Debutante               |

## Derbi de El Cairo en final internacional
Al-Ahly y el Zamalek SC disputan el clásico de fútbol más importante de Egipto, conocido como Derbi de El Cairo.
Fue la primera ocasión que se enfrentaron en una final de un torneo internacional oficial. Varias veces se habían enfrentado en finales por copas nacionales como la Copa de Egipto o la Supercopa de Egipto, pero a nivel internacional fue la primera final que habían disputado.

## Partido
| 16 de enero de 1994 | Zamalek           | 1:0 (0:0) | Al-Ahly | Estadio Soccer City, Johannesburgo                           |                                                              |
|                     | Ayman Mansour 86' |           |         | Asistencia: 12.000 espectadores Árbitro(s): Petros Mathabela | Asistencia: 12.000 espectadores Árbitro(s): Petros Mathabela |

Campeón

Zamalek S. C.
1° título